# نهائي كأس الجزائر 2003
نهائي كأس الجزائر 2003 هي المباراة النهائية من منافسة كأس الجزائر 2002–03، أقيمت المباراة في 12 يونيو 2003، في ملعب مصطفى تشاكر، بين فريقي اتحاد الجزائر، وشباب بلوزداد، وفاز فيها اتحاد الجزائر، بعد أن هزم شباب بلوزداد، بنتيجة 2 - 1.

## تفاصيل المباراة
لعبت المباراة النهائية في 12 يونيو 2003.
| اتحاد الجزائر | 2 -1 | شباب بلوزداد |
| ------------- | ---- | ------------ |
|               |      |              |